# لوئیجی رانا
لوئیجی رانا (انگلیسی: Luigi Rana؛ زادهٔ ۶ نوامبر ۱۹۸۶) بازیکن فوتبال اهل ایتالیا است.
از باشگاه‌هایی که در آن بازی کرده‌است می‌توان به باشگاه فوتبال باری اشاره کرد.